# Циркумвентрикулярные органы
Циркумвентрикулярные органы (англ. Circumventricular organs) — несколько структур в головном мозге, расположенных по границам третьего желудочка и обеспечивающих связь между центральной нервной системой и кровеносной системой в области, где гемато-энцефалический барьер является наиболее проницаемым. В число циркумвентрикулярных органов включаются три чувствительные структуры и несколько секреторных органов. Чувствительные органы — сосудистый орган терминальной пластинки (лат. organum vasculosum laminae terminalis), субфорникальный орган (лат. organum subfornicum) и самое заднее поле (лат. area postrema), обеспечивают передачу информации о химическом составе крови в другие области нервной системы. В состав секреторных органов включаются такие структуры, как субкомиссуральный орган (лат. organum subcommissurale), нейрогипофиз (лат. neurohypophysis) и срединное возвышение (лат. eminentia mediana), а также шишковидное тело (лат. epiphysis). Эти органы выделяют гормоны и другие вещества в кровеносную систему, обеспечивая вместе с чувствительными органами регуляцию гомеостаза состава крови. Циркумвентрикулярные органы являются важным компонентом системы нейроэндокринной регуляции.
Все циркумвентрикулярные органы, за исключением субкомиссурального органа, пронизаны густой сетью сосудов и капилляров, которые обеспечивают проницаемость гемато-энцефалического барьера и беспрепятственный перенос веществ, не способных пройти через ГЭБ в других местах.
Иногда в число циркумвентрикулярных органов включают также сосудистые сплетения в боковых, третьем и четвертом желудочках, которые производят спинно-мозговую жидкость, однако в литературе по этому вопросу имеются расхождения в связи с тем, что сосудистое сплетение не содержит нервной ткани.
Функции циркумвентрикулярных органов связываются с регуляцией химического состава крови, кровяного давления, жажды, голода, иммунной системы и репродуктивных функций, хотя исследования последних лет показывают, что строгое разделение этих функций является условным.
Циркумвентрикулярные органы обнаружены у всех позвоночных.